# Scambus kamijoi
Scambus kamijoi là một loài tò vò trong họ Ichneumonidae.